# Biyelgee
Le Biyelgee (mongol : ᠪᠡᠶᠡᠯᠡᠭᠡ, cyrillique : Биелгээ, MNS : Biyelgee) est une danse traditionnelle populaire de Mongolie exécutée par différents groupes ethniques des provinces mongoles de Khovd et d’Uvs.
La danse est souvent exécutée demi-assis ou jambes croisées dans l’espace restreint de l’intérieur des ger (ou yourte), les habitations nomades.
« Le Biyelgee mongol : danse populaire traditionnelle mongole » a été inscrit en 2009 par l'UNESCO sur
la liste du patrimoine immatériel nécessitant une sauvegarde urgente car les transmetteurs de la danse Biyelgee sont âgés et leur nombre est en constante diminution.

## Styles
Chaque groupe ethnique mongol à ses propres formes d'expression :
- Les Dörvöd et les Torguud accompagnent leurs danses de chants ;
- Les Bayid dansent avec leurs genoux pliés vers l'extérieur, et balancent sur eux leurs tasses remplies d'alcool de lait fermenté aigre (l'airag) ;
- Les Dörvöd balancent des tasses remplies d'airag sur leurs têtes et mains ;
- Les danseurs zakhchin s'accroupissent pendant qu'ils dansent, avec leur corps incliné en avant ;
- Les Bouriates dansent en dans un cercle, en se déplaçant toujours dans la direction du soleil. Un chanteur solo improvise des paires de vers et est suivi par le chœur chantant le refrain.